# Александър Танев (композитор)
Вижте пояснителната страница за други личности с името Александър Танев.
Александър Тодоров Танев е български композитор.
Той е сред майсторите на българската хорова песен, симфоник, общественик, деец на българската художествена самодейност през втората половина на ХХ век, професор по композиция в НМА.

## Биография
Александър Тодоров Танев е свързан с Будапеща по майчина линия, а по бащина – с Хасково, роден град на поколения негови предци. Израства и получава първото си образование, включително музикално, в Тракия – Хасково, Драма, Кърджали.
Личността му е формирана в космополитна среда, обвързваща европейското с родното и с източното, в която изпъква темата за националната и културната идентичност и историята. Душевността му е повлияна от „разточителната сърдечност и находчивия дух на патетичния български юг“. Еуфоричната му природа съчетава логика, буен темперамент и обществена ангажираност. Тези качества са оформили у него преди всичко общественика, за който „музиката е средство да служи на страната си“, както сам се определя. Българската тема присъства във всяко от произведенията му. Георги Робев пише за Ал. Танев, че е „образец на патриотизъм и гражданска организираност“, а ученикът му Георги Арнаудов го характеризира с наблюдението: „Той винаги се водеше от морала, търсеше го, при това с безкраен ентусиазъм.“
Ал. Танев развива от рано задълбочен интерес и специални знания в областта на новата, най-новата и военната история, военното дело, националната и външната политика. Особено почита делото на големите български и европейски държавници, по-специално Стефан Стамболов и Конрад Аденауер. Наред с историческата и военната литература проявява силен интерес и влечение към българското народно творчество, историческата и социалната поезия и някои световни автори, по-специално Фьодор Достоевски и Ги дьо Мопасан. Влияе се от биологичните течения в социологията и историческата наука, както и философията на Хосе Ортега-и-Гасет. Неизпълнено намерение за него е да издава собствен вестник.
След завършване на средно образование Танев решава, че за своята бъдеща обществена дейност трябва да изучи право, музика и биология, които в неговата лична идейна конструкция се допълват. Завършва специалност „Право“ в СУ „Св. Кл. Охридски“ (1950), след което Българската държавна консерватория (днес НМА „П. Владигеров“) – съответно специалности „Композиция“ при проф. Веселин Стоянов и „Дирижиране“ при проф. Георги Димитров (1957).
Основната мисия, която поема като композитор е запазването и развитието на българската песен – както като осъвременена музикално-интонационна среда, така и като текст. Освен в хоровите му творби тази тенденция намира проява и в симфоничните и камерните му творби. Наред със собствените си произведения Танев укрепва българската песен, като години наред издирва, обработва и реабилитира една по една известните днес стари химни и песни в годините, когато са забранени в социалистическа България. Александър Танев връща на България „Велик е нашият войник“, „Шуми Марица“, „Химн на Св. Климент“ (по Ст. Чилингиров), химните на различните краища на България – „О, добруджански край“, „Изгрей, зора на свободата“, "Бдинци” и още десетки музикални символи на българската история.
Като творец поддържа близки творчески отношения с Филип Кутев, Васил Арнаудов, Панчо Владигеров, Парашкев Хаджиев, Красимир Кюркчийски, Николай Кауфман, Тодор Попов, Цветан Цветанов, Здравко Манолов, Бенцион Елиезер, Димитър Тъпков, Христо Арищиров, Георги Робев, Захари Медникаров, Петя и Теодора Павлович, Христо Недялков и т.н. Сред учениците му са Георги Арнаудов, Цветан Добрев, Владимир Панчев, Кирил Ламбов, Бойчо Димов. Танев има редица съратници в много райони на България.
Александър Танев е инициатор, организатор и поддръжник на повечето български музикални конкурси за хорова и симфонична музика, фестивали, надпявания и други културни прояви, развиващи българското музикално симфонично и хорово изкуство. Като преподавател и декан полага основно грижи за укрепване на специфичното музикално мислене в България и разширяването на професионалната култура на младите музиканти от техническата към универсалната компетентност на бъдещи обществени фигури.
Работи като редактор на музикалните издания на Института за художествена самодейност (1959-74). Диригент на Академичния хор (1962-69).
Успоредно с композиторската си работа след 1970 г. до края на живота си е преподавател в БДК (НМА).
Носител е на редица творчески и национални награди: на Съюза на българските композитори (многократно), Наградата на София за музика (2 пъти), наградите на МНП, МНО, Орден „Св. св. Кирил и Методий“, Народен орден на Труда (златен), звание „Народен артист“.

## Творчество
Александър Танев е автор на около 200 музикални произведения:
1. Около 70 хорови песни, много от които са сред представителния репертоар на съставите, изпълнявани на отговорните международни и национални конкурси и фестивали. Повечето са по народни текстове, стихове от Кирил Христов или исторически текстове, които компилира сам в единни текстове или либрета. От хоровите му песни особена известност сред българските хорове и на международните хорови конкурси и фестивали имат:
- за смесен хор – „Мой роден край“ (1960); „Облаче в пустиня“, „Извор“, „Тема с вариации №1“ (1967); „Летен дъжд над Търново“, „Вардар и Рила“ (1968); „Не мой пея, птичко ранобудна“, „Тема с вариации № 2“ (1969); „Слънце бърза“ (1970); „Мома момче излъгала“, „Я залюбих късо либе“ (1973); „Обичам те, Българийо“, „Късно лято“, „Йове, малай моме“, „Моя да бъде девойка“ (1974); „Нощен вихър“ (1975); „Юнак върви“ (1977); „Гълъб гука“ (1978); „Турлашки песни“ (1979); „Царството на буките“, „Карагуна“ (1981); „Песен за солта“, „Кво вадис“ (1982); „София древна и млада“ (1984); „Сонатина за хор“ (1985); „Отче наш“, „Хоро за хор“ (1991); „Тебе поем“ (1996)и пр.;

- за мъжки хор – „Търновград“ (1967); „Хей, пролет иде“ (1968); „Дорде ме моми иская“ (1972); „Прабългарски напеви“  вокализа в 3 части (1974); „Сине мой“ (1979); „Дивертименто“ (1980); „Паисий обикаля още“, „Старинна песен“ (1983); „Ми алма“ (1991) и пр.;

- за женски хор – "Птици” (1966); „Моя да бъде девойка“ (1974); „Йове, малай моме“ (1974); „Нощен вихър“ (1975); „Турчин робини караше“ (1976); „Букет от обич“ (1985); „Пицикати“ „Отче наш“ (1986); „Тебе поем“ (1996) и пр.;

- за детски хор – „Българско сърце“, „Извор“ (1973); „Пролетна приказка“ (1977); „Ех, че автогол“, „Заю и великана“ (1979); „Лодка от вестник“ (1983); „Пицикати“ (1987); „Солфежна сонатина“ (1984); „Музиката свири“ (1993).

2. 5 кантати: „Прабългарски напеви“ (1974), „Възхвала на песента за Дамянчо“ (1980), „Възпев за Рилската обител“ (1982), „Песен на песните“ (1984), „Нощ и утро“ (1989);
3. Оркестрово-хорови произведения: 3 оратории за солисти, смесен хор и оркестър -- „Летопис на свободата“ (1976), „Заветът“ (1981) и „Родна земя“ (1985);
4. Концерти за симфоничен оркестър и солиращ инструмент: „Юношески концерт за цигулка и струнен оркестър“ (1969); „Концерт за пиано №1“ (1976); Концерт за пиано №2 „Дивертименто концертанте“ (1991).
5. Концерт за струнен оркестър: „Багатели за струнен оркестър“ (1971).
6. Оркестрови творби: „Симфониета“ (1959), „Рондо скерцандо за тромбон и оркестър“ (1972), „Строителна музика“ (1974), „Концерт за ударни и духови“ (1978), „Капричио“ (авт. вариант за голям духов орк.) (1985);
7. Камерни произведения: „Соната за пиано“ (1964), Соната за виола и пиано; „Игра“ за виолончело и пиано (1976); „Духов квинтет за медни“ (1994), Сонатина за духов квинтет за дървени (1996) и др.;
8. За пиано: Сонатина (1958); Соната (1964); „Легенди за България“ цикъл (1973); „Обред и хоро  токата“ (1980).
9. Вокална музика: „Магарешки истории“ за глас и пиано (1975).
10. Музикално-сценични произведения, сред които „Празник в Царевец“ – балет (1974), музикалната драма „Грамада“ (1978) и музика към театрални постановки;
11. Маршове;
12. Обработки на народни песни и песни от миналото.

## Стил
Втората половина на ХХ век е период в класическата музика, безпрецедентен с масовото експериментиране главно в областта на атоналната музика, алеаториката и отказа от следване на мелодическа линия. На този фон Александър Танев е относително консервативен композитор на тонални произведения, което го прави популярен сред българската публика, която авторът целнасочено и последователно адресира със своите обществени послания. Хоровите му песни по специално подбрани български текстове се сочат обикновено като неговите най-характерни творби.
В музикално отношение Александър Танев изпитва влиянието от една страна на майстора на българската хорова песен Добри Христов, автора на военни песни Александър Морфов, българските симфоници Петко Стайнов, Панчо Владигеров, от друга – на класиците на европейското оркестрово майсторство Рихард Вагнер и Ектор Берлиоз, от трета – на модернистите и интелектуалците в съвременната музика от Русия – Сергей Прокофиев, Николй Мясковски, Игор Стравински. Диригентите, които по негови признания допринасят силно за неговото творческо формиране са Вилхелм Фуртвенглер и Евгений Мравинский. Той се води от спомена за първото представяне като студент на своя композиция пред професор Панчо Владигеров, който възразява: „Това не звучи по български“ – нещо, което Танев с убеденост не допуска никога занапред в творчеството си.
Хоровите творби на Александър Танев представляват класика в българското хорово творчество. По структура и музикален подход те приличат на оркестрови пиеси, написани за хор. „Моя да бъде девойка“, „Пицикати“, „Лека нощ, поле“ или „Тебе поем“ вдигат на крака концертните зали в Европа, Америка и Япония. Песните му „взривяват представите ни за хорово творчество“, както се изразява британски диригент.
Покрай преподаването на композиция, но преди всичко поради характерния се аналитичен капацитет Танев изучава задълбочено няколко музикално-теоретични области, в които се развива като водещ капацитет. Сред тях е полифонията, инструментознанието, оркестрацията, хармонията и особено различните съвременни техники на композиция (като се започне от известните трудове на Цтирад Когоутек и се стигне до лични творчески познанства с български и европейски музикални теоретици).
Произведенията на Танев се отличават с класическа музикална структура, ясна музикална текстура, българска звучност, многопластова хармония, богата полифония и контрапункт (включително фуга), широко разположение на гласовете в бавните части и отривисти темпа с моторен ритъм в бързите. Хоровите произведения често напомнят симфонии и обратно.

## Преподавателска дейност
Александър Танев е преподавател в Българската държавна консерватория (днес Национална музикална академия) по композиция от 1970 г. до края на живота си. Отначало е преподавател по композиция (1970 – 1974), след това доцент (1974 – 1986) и професор по композиция (от 1986 г.).
В периода 1985-93 г. е декан на Теоретико-композиторския и диригентски факултет. Като декан изгражда новата специалност „Тонрежисура“ и реорганизира учебните планове на другите специалности от факултета, като ги отваря към контекстуалните знания за обществото, културата и историята.
За особеностите на преподаването му по композиция негови ученици споделят:
„Александър Танев никога не ни ограничаваше, той насърчаваше полета на въображението с дълбоки и смислени разговори по различни теми... беше незабравимо професионално и духовно общение с магнита на неговата личност“ (Георги Арнаудов).
„Моите уроци с Александър Танев далеч надхвърляха обхвата на прагматичните задачи. Засягахме проблеми на етиката, стилистичната чистота и историята, както и много други области от невероятната му ерудиция. Излъчването на личността му върху мен ме обогатяваше, помага ми да поддържам целостта си в изкуството, както и във всекидневния живот“ (Цветан Добрев).
Основен принос като музикален педагог и ръководител Танев има за цялостното укрепване на българската звучност във висшето музикално образование.

## Обществена дейност
Александър Танев има активна музикално-обществена дейност за изграждането и развитието на хоровата самодейност в България.
Заема постовете отговорен секретар на Съюза на българските композитори (1972 – 1976) и секретар на съвета за художествена самодейност при Комитета за изкуство и култура (днес Министерство на културата) (1980 – 1990). През 1990-те години Танев е председател на хор „Гусла“. От 1992 г. до смъртта си е председател на Българския хоров съюз.
Член на художествените съвети и редколегии към БНТ, БНР и др.
Организатор и член на организационните комитети на Международния хоров конкурс „Професор Г. Димитров“ (Варна), Музикални дни „Недялка Симеонова“ (Хасково), „Златна Диана“ (Ямбол), „Китна Тракия пее“, „Фестивал на дунавските хорове“ и пр.
Александър Танев е основен инициатор и е сред организаторите на ежегодния Преглед „Нова българска музика“.

## Памет
На професор Александър Танев е наречена улица в квартал „Младост 4“ в София (Карта).